# (957) Camelia
(957) Camelia ist ein Asteroid des Hauptgürtels, der am 7. September 1921 vom deutschen Astronomen Karl Wilhelm Reinmuth in Heidelberg entdeckt wurde. 
Der Name des Asteroiden ist abgeleitet von der Blumengattung Kamelie (lat.:Camellia).